# Slammiversary XII
Slammiversary XII fue un pago por visión producido por Total Nonstop Action Wrestling. Tuvo lugar el 15 de junio de 2014 en el College Park Center en Arlington, Texas. Es el décimo evento en la cronología de Slammiversary y tercer pago por visión de TNA en el 2014.

## Resultados
- Sanada derrotó a Manik, Tigre Uno, Crazzy Steve, Eddie Edwards y Davey Richards en un Ladder Match, reteniendo el Campeonato de la División X de la TNA. (10:09)[1]
  - Sanada ganó al descolgar el cinturón.
- Lashley derrotó a Samoa Joe. (9:17)[1]
  - Lashley cubrió a Joe después de un "Spear".
- Magnus (con Bram) derrotó a Willow (con Abyss). (10:10)[1]
  - Magnus forzó a Willow a rendirse con un "King's Lynn Cloverleaf".
- Austin Aries derrotó a Kenny King. (10:07)[1]
  - Aries cubrió a King después de un "Brainbuster".
- The Von Erichs (Marshall & Ross) (con Kevin Von Erich) derrotaron a The BroMans (Jessie Godderz & DJ Z) por descalificación. (5:23)[1]
  - The BroMans fueron descalificados después de que Godderz atacara a Marshall con una silla.
  - Después de la lucha, Kevin atacó a The BroMans y le aplicó un "Iron Claw" a DJ Z.
- Angelina Love (con Velvet Sky) derrotó a Gail Kim, reteniendo el Campeonato de Knockouts de la TNA. (6:47)[1]
  - Love cubrió a Kim con un "Roll-Up".
  - Durante la lucha, Sky interfirió echando gas pimienta en los ojos de Kim, y como resultado el árbitro la expulsó.
- Ethan Carter III (con Rockstar Spud y Dixie Carter) derrotó a Bully Ray en un Texas Death Match. (17:15)[1]
  - Ray no pudo responder a la cuenta de 10 luego de que EC3 lo hiciera caer sobre dos mesas tras golpearlo con un palo de kendo.
  - Durante la lucha, Spud y Carter interfirieron a favor de EC3.
- Mr. Anderson derrotó a James Storm. (5:22)[1]
  - Anderson cubrió a Storm después de un "Mic Check".
  - Durante la lucha, Storm tuvo un enfrentamiento con varios jugadores de los Dallas Cowboys que estaban sentados entre el público, y como resultado uno de ellos interfirió distrayendo a Storm.
  - Después de la lucha, Anderson celebró su victoria con los jugadores de los Dallas Cowboys.
- Eric Young derrotó a Lashley y Austin Aries en un Steel Cage Match, reteniendo el Campeonato Mundial Peso Pesado de la TNA. (12:18)[1]
  - Young cubrió a Aries después de revertir un "Brainbuster" en un "Piledriver".
  - Después de la lucha, Young y Aries se dieron la mano en señal de respeto.
  - Originalmente, Young iba a defender el título ante MVP, pero no pudo luchar debido a una lesión. Tras esto, se pactó que los retadores serían los ganadores de los combates entre Lashley & Joe y Aries & King.